# Laura Maiztegui
Laura Maiztegui (21 settembre 1978) è un'ex hockeista su prato argentina, vincitrice dell'argento olimpico a Sydney 2000.

## Palmarès
- Giochi olimpici

Sydney 2000: argento.
Hockey Champions Trophy
Amstelveen 2001: oro.
Macao 2002: argento.
- Giochi panamericani

Kingston 2001: oro.